# Alexandru V Coconul
Pour les articles homonymes, voir Alexandru.
Alexandru V Coconul ("le petit Monsieur") (1611-mort à Constantinople le 26 juin 1632), est prince de Valachie 1623 à 1627 et prince de Moldavie de 1629 à 1630. La monarchie est élective dans les principautés roumaines de Moldavie et de Valachie, comme en Transylvanie et en Pologne voisines : le prince (voïvode, hospodar ou domnitor selon les époques et les sources) était élu par (et souvent parmi) les boyards : pour être nommé, régner et se maintenir, il s'appuyait sur les partis de boyards et fréquemment sur les puissances voisines, habsbourgeoise, polonaise, russe et surtout ottomane, car jusqu'en 1859 les deux principautés étaient vassales de la « Sublime Porte » ottomane dont elles étaient tributaires.

## Règnes
Alexandru V Coconul est le fils aîné de Radu IX Mihnea qu'il remplace encore enfant du 14 août 1623 à novembre 1627 sur le trône de Valachie. Puis il est nommé prince de Moldavie de juillet 1629 au 29 avril 1630. Il meurt à Constantinople le 26 juin 1632 à l'âge de 21 ans, peut-être empoisonné.

## Union
À 14 ans, en 1625, on le marie à Roxane ou Ruxandra, jeune princesse phanariote de 20 ans, fille de Skarlatos Baglitziris. Après son décès, sa jeune veuve se remarie en 1635 avec le prince phanariote Nicolas Mavrocordato. Ils seront les parents d'Alexandre Mavrocordato. Elle vivra 79 ans jusqu'en 1684.

## Note
1. ↑  Le candidat au trône devait ensuite "amortir" ses "investissements" par sa part sur les taxes et impôts, verser en outre le tribut aux Ottomans, et s'enrichir néanmoins. Pour cela, un règne d'au moins un an était nécessaire, mais la "concurrence" était rude, certains souverains ne parvenaient pas à se maintenir assez longtemps sur le trône, et devaient ré-essayer. Cela explique la brièveté de beaucoup de règnes, les règnes interrompus et repris, et parfois les règnes à plusieurs (co-princes). En fait, le gouvernement était assuré par le Mare Vornic (premier ministre), ses ministres (spatar-armée, vistiernic-finances, paharnic-économie, logofat-intérieur... approximativement) et par le Sfat domnesc (conseil des boyards).
Concernant le tribut aux Turcs, la vassalité des principautés roumaines envers l'Empire ottoman ne signifie pas, comme le montrent par erreur beaucoup de cartes historiques, qu'elles soient devenues des provinces turques et des pays musulmans. Seuls certains territoires moldaves et valaques sont devenus ottomans : en 1422 la Dobrogée au sud des bouches du Danube, en 1484 la Bessarabie alors dénommée Boudjak, au nord des bouches du Danube (ce nom ne désignait alors que les rives du Danube et de la mer Noire), en 1538 les rayas de Brăila alors dénommée Ibrahil et de Tighina alors dénommée Bender, et en 1713 la raya de Hotin. Le reste des principautés de Valachie et Moldavie (y compris la Moldavie entre Dniestr et Prut qui sera appelée Bessarabie en 1812, lors de l'annexion russe) ont conservé leurs propres lois, leur religion orthodoxe, leurs boyards, princes, ministres, armées et autonomie politique (au point de se dresser plus d'une fois contre le Sultan ottoman). Les erreurs cartographiques et historiques sont dues à l'ignorance ou à des simplifications réductrices. Voir Gilles Veinstein et Mihnea Berindei : L'Empire ottoman et les pays roumains, EHESS, Paris, 1987.